# Ottone Visconti
Ottone Visconti detto Ottorino (1207 – Chiaravalle, 8 agosto 1295) fu arcivescovo e signore di Milano, primo della Casata dei Visconti.

## Biografia

### Infanzia
Di origine milanese, fu figlio del feudatario Uberto Visconti signore di Massino, Albizzate e di Besnate e di sua moglie Berta Pirovano. I suoi fratelli furono Azzone vescovo di Ventimiglia, Andreotto, Beatrice, Gaspare (capo dei Visconti signori di Caronno, Jerago e Fagnano) ed Obizzo Visconti, signore di Massino.
Il figlio d'Andreotto, Teobaldo (o Tibaldo) Visconti fu il padre di Matteo I Visconti detto Matteo "Il Grande" o Matteo "Magno", successore di Ottone Visconti come signore di Milano. Nel 1277 riuscì a farsi proclamare signore della città lombarda e con lui iniziò il dominio dei Visconti su Milano, che sarebbe durato fino al 1447.

### Carriera ecclesiastica
Fu dapprima canonico a Desio, nel 1252 entrò poi al servizio di Leone da Perego, allora arcivescovo di Milano, che lo inviò quale suo procuratore in Francia da Innocenzo IV di cui divenne cappellano. Nel settembre 1247 divenne camerlengo del cardinale Ottaviano degli Ubaldini, che seguì per oltre un decennio in varie ambasciate in Italia e in Francia.

### Arcivescovo di Milano
Morto l'arcivescovo Leone da Perego nel 1257, fu il cardinale Ubaldini ad appoggiare il nome di Ottone quale degno successore al trono Arcivescovile in luogo di Raimondo della Torre o del nobile Francesco de Settala. Malgrado l'opposizione di Martino della Torre, capo della Credenza di Sant'Ambrogio (il comune milanese) ed in violazione dell'antico privilegio che vedeva Milano eleggere il proprio arcivescovo, Ottone fu nominato da papa Urbano IV arcivescovo della città il 22 luglio 1262 a Montefiascone.

#### Conflitto con i Della Torre
Martino della Torre, indignato per l'elezione imposta dal Papa, occupò nel mese di agosto l'arcivescovato e fu scomunicato dal legato apostolico Filippo di Pistoia, il quale gettò l'interdetto su Milano per avere rifiutato il nuovo arcivescovo. Si aprì allora una guerra fra Ottone e coloro che si opponevano alla sua carriera ecclesiastica: in primo luogo il potente Manfredi Beccaria, Napo Torriani (che sarebbe divenuto Vicario Imperiale nel 1274) e l'intera famiglia guelfa Torriani.
Il 1º aprile 1263, giorno di Pasqua, Ottone entrò ad Arona, villaggio sulle rive meridionali del Lago Maggiore, con un corteo di nobili scappati da Milano e rifugiatisi nelle diverse città lombarde e prese formalmente possesso della sede ambrosiana. In risposta l'esercito milanese assediò Arona e prese posizione nella fortezza arciepiscopale di Angera situata sull'altra riva del lago in faccia ad Arona a circa 2 km di distanza. Ottone Visconti reagì, scrivendo da Arona al capitolo della cattedrale di Novara, perché scomunicasse per il loro aiuto agli assedianti milanesi Francesco della Torre, fratello di Martino, podestà di Mantova e quest'ultimo Comune. Il 5 maggio Ottone, minacciato dalla fanteria del capitano generale di Milano, Pelavicino, si arrese. Pelavicino fece distruggere le fortificazioni d'Arona e il castello d'Angera e di Brebbia.
Ottone si ritirò a Novara, ma in giugno, Francesco della Torre lo cacciò e Ottone si rifugiò presso il papa a Montefiascone. Ottone allora scomunicò persino il vescovo di Novara che aveva consegnato al podestà gli ostaggi che Ottone gli aveva affidato.
Nel novembre 1263 si spense Martino della Torre, che fu sostituito al vertice della Credenza dal fratello Filippo e, nell'ottobre del 1264, il grande sostenitore di Ottone, papa Urbano IV. Il nuovo papa Clemente IV, pur rifiutandosi nell'agosto 1265 di destituire Ottone e di accettare la proposta di nominare quale legato apostolico Raimondo della Torre, si sarebbe rivelato assai più tiepido nei confronti del Visconti.
Nel frattempo Pelavicino aveva ceduto il titolo di capitano generale di Milano a Carlo d'Angiò, fratello del re di Francia Luigi IX, e si era trasferito nel campo dei Ghibellini, diventando un nemico dei Della Torre. Malgrado ciò i Della Torre - nel frattempo alla morte di Filippo della Torre nel settembre 1265 gli era succeduto il cugino Napo Torriani - continuarono a dettar legge alla città di Milano, tanto che, quando Paganino della Torre, divenuto podestà di Vercelli, fu assassinato nel gennaio 1266 per iniziativa di Pelavicino, la vendetta fu atroce: 53 nobili milanesi furono decapitati sulla pubblica piazza.
Malgrado nel dicembre 1266 Clemente IV avesse sollecitato Milano ad accettare il proprio arcivescovo Ottone Visconti, alla morte del pontefice nel novembre 1268 il caso non era ancora risolto e così rimase per i tre anni di sede vacante che seguirono.
Nel 1268 Ottone combinò il matrimonio tra Bonacossa Borri, figlia del ricco nobile milanese Squarcino con il suo pronipote Matteo Visconti.
Nel settembre del 1271, dopo quasi tre anni dalla morte di Clemente IV, fu eletto quale nuovo papa Gregorio X, al secolo Tebaldo Visconti, appartenente alla linea piacentina della famiglia. Egli era l'arcidiacono di Liegi e in quel momento si trovava in Terrasanta dove aveva appena incontrato Marco Polo. Il 14 gennaio dell'anno successivo il fratello Visconte Visconti fu nominato nuovo podestà di Milano. In quei giorni Ottone si trovava nei dintorni della città, pronto ad approfittare dell'occasione buona per insediarsi quale nuovo arcivescovo.
Nel 1273 il nuovo papa Gregorio X di passaggio a Milano confermò la validità dell'elezione di Ottone ma gli chiese di restare a Piacenza per non peggiorare ulteriormente i rapporti con i Della Torre questi l'avrebbe poi raggiunto a Lione dove il pontefice si apprestava a proclamare una nuova crociata. Gregorio X fu ben accolto dai Della Torre ma entrato a Milano l'8 ottobre vi restò solo tre giorni.
Una vera e propria psicosi s'impossessò di Milano: i della Torre arrivarono a proscrivere oltre duecento persone appartenenti alle famiglie nobili della capitale lombarda che furono obbligate a fuggire in esilio a Novara e Pavia. In previsione di un contrattacco del Visconti, fu costituita una milizia speciale per proteggere la città da Ottone.

#### Battaglia della Guazzera
Nel 1276 i nobili milanesi proscritti e rifugiatisi a Pavia, scelsero quale loro nuovo capo Goffredo (o Gotifredo), conte di Langosco, promettendogli di elevarlo a signore di Milano qualora avesse scacciato i Torriani. Questi radunò un esercito di pavesi riuscendo a catturare Arona e Angera garantendosi il sostegno degli abitanti dei borghi e di molte valli vicine che simpatizzavano per Ottone, poi puntò su Castelseprio. Napo Torriani fu costretto a rispondere marciando su Angera con un esercito di milanesi e di cavalieri tedeschi al fine di assediarla e questo costrinse i proscritti a tornare sui propri passi per difenderla. Lo scontro, passato alla storia come la battaglia della Guazzera, si svolse presso le sponde fangose del torrente Guassa che separava i borghi di Ispra e Ranco e si risolse con una netta vittoria dei Torriani.
Goffredo da Langosco nel mezzo della mischia inseguì un cavaliere tedesco riuscendo a disarcionarlo ma si trovò presto bloccato nel fango e circondato da nemici e fu costretto ad arrendersi. Portato nel padiglione di Napo Torriani, fu subito giustiziato. Nello scontro furono catturati ben trentaquattro nobili milanesi tra cui Teobaldo Visconti, nipote di Ottone e padre di Matteo.
Napo Torriani con questa vittoria riacquistò le due fortezze di Arona e Angera. Sulla strada di ritorno, presso Gallarate, diede l'ordine di giustiziare tutti i prigionieri.

#### Battaglia di Germignaga
Ottone apprese voci della disfatta della Guazzera mentre si trovava da tempo a Biella dopo essere tornato dal Concilio di Lione accompagnandovi papa Gregorio X. Per accertarsi della situazione si portò a Vercelli dove si erano rifugiati molti superstiti della battaglia. Qui fu eletto quale nuovo capo dei proscritti milanesi. Raccolse quindi un esercito nel novarese poi marciò su Castelseprio riuscendo a catturarla. Ancora una volta Napo Torriani rispose prontamente e insieme al figlio Cassono mosse alla volta del Seprio. Ebbero luogo due scontri: nel primo i viscontei furono vittoriosi ma il giorno successivo, dopo che Napo ebbe ricevuto ulteriori rinforzi, vennero sbaragliati e costretti a rifugiarsi nei boschi circostanti. Ottone fuggì a Lurate Caccivio, vicino a Como.
Si recò poi in città sperando di essere ricevuto ma fu cacciato e costretto a fuggire per le valli sino a Giornico e da quel paese a Cannobio sul Lago Maggiore. Nel giro di due giorni, grazie alla sua abilità diplomatica, riuscì a convincere i nobili del borgo, che inizialmente gli chiusero le porte in faccia, a perorare la sua causa. Costruì una flotta di galee che mise al comando di Simone da Locarno e iniziò a radunare nuovamente i suoi alleati. I Della Torre avevano tuttavia appreso le mosse dell'arcivescovo e risposero inviando una flotta da Angera a Germignaga, nei pressi di Cannobio. Qui la flotta torriana fu sorpresa e annientata grazie ad un attacco notturno a sorpresa guidato da Simone da Locarno.
La flotta viscontea passò quindi ad attaccare la rocca di Arona insieme alle truppe di terra costituite da milanesi, pavesi e novaresi guidate dal marchese Guglielmo VII del Monferrato. La rocca riuscì a resistere e quando sopraggiunse l'esercito torriano, il marchese del Monferrato si ritirò condannando Ottone alla sconfitta e alla fuga a Novara.

#### Battaglia di Desio
Simone da Locarno, fuggito a Como, riuscì ad assicurarsi la città riuscendo a scacciare i simpatizzanti dei Torriani. Presto Ottone vi giunse e insieme iniziarono a radunare un nuovo esercito. All'inizio del gennaio 1277 vi misero a capo Rizzardo, conte di Lomello e marciarono verso la sponda lecchese del lago catturando Lecco e Civate poi penetrarono nella Martesana.
Napo Torriani ordinò al figlio Cassono e a Goffredo della Torre di presidiare Cantù con 400-500 cavalieri tedeschi mentre egli stesso insieme a Ponzio degli Amati (uno dei due podestà), uscì da Milano a capo di 700 cavalieri si portò a Desio che era già difesa da oltre 150 cavalieri guidati da molti esponenti della famiglia Della Torre. L'esercito visconteo si accampò a Seregno, pochi chilometri a nord di Desio e Ottone fu informato da alcuni suoi simpatizzanti residenti del borgo (di cui era stato canonico) di come fossero deboli le difese e di come il nemico sottostimasse le forze viscontee.
Nella notte tra il 20 e il 21 gennaio, Ottone fece avvicinare silenziosamente l'esercito a Desio e ne catturò le porte grazie ai suoi contatti nel borgo o con la forza, poi circondò l'abitato con i suoi uomini togliendo ogni via di fuga al nemico. Molti nobili della famiglia Della Torre furono sorpresi nei loro letti ma alcuni come Francesco e Andreotto opposero una valorosa quanto vana resistenza e caddero sotto i colpi dei nemici. Napo fu catturato e risparmiato per ordine di Ottone e imprigionato in gabbie insieme a molti altri suoi parenti a Castel Baradello, sopra Como. La maggior parte di questi fu liberata dopo il pagamento di un lauto riscatto ma Napo vi morì di stenti il 16 agosto 1278. La vittoria nella battaglia di Desio segnò l'inizio della signoria viscontea e il dominio di questa famiglia su Milano e sulla Lombardia nei successivi centosettant'anni.

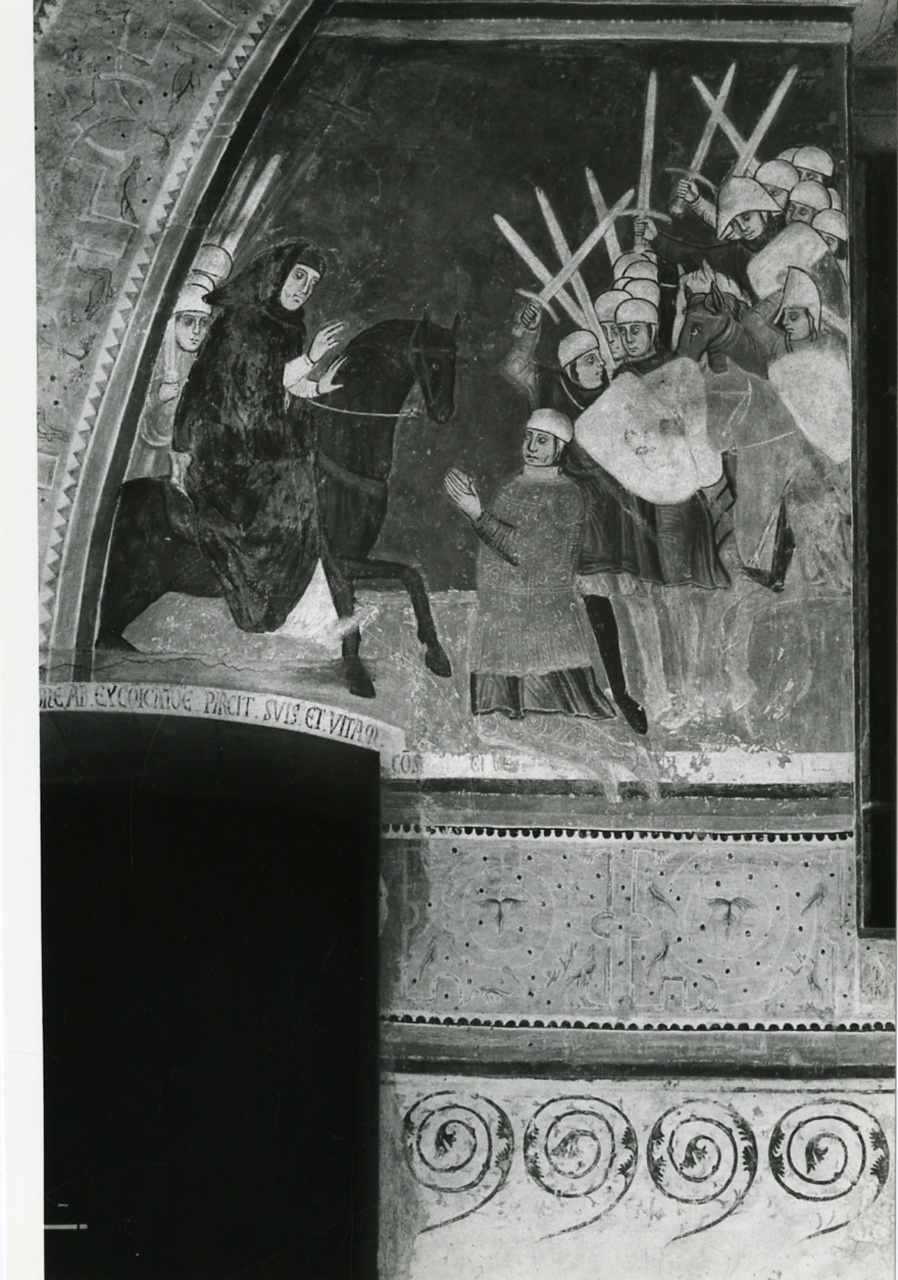
Napo torriani si arrende dopo la battaglia di Desio, Angera, Rocca, affresco del XIII secolo

#### Ottone entra a Milano
Quando giunse a Milano la notizia della vittoria di Desio, il piccolo esercito di circa 600 uomini che insieme al Carroccio stava uscendo dalla città per venire in soccorso ai Torriani tornò entro le mura dalla Pusterla delle Azze e il popolo si diresse a saccheggiare il palazzo dei Torriani che si trovava presso l'odierna piazza della Scala. Cassono e Goffredo della Torre da Cantù si diressero a Milano insieme ai cavalieri tedeschi sperando di riunirsi ai parenti ma trovarono le porte sbarrate. Presa con la forza Porta Comasina giunsero infine ai loro palazzi e scacciarono coloro che erano intenti al saccheggio poi fecero suonare a martello le campane del Broletto Nuovo ma pochi accorsero in loro aiuto. Quelli del partito visconteo, molto più numerosi, cacciarono il podestà della città e dopo aver deciso di consegnarla ad Ottone, gli inviarono alcuni ambasciatori invitandolo ad entrare in città. Cassono e Goffredo furono costretti a lasciare la città cercando invano rifugio prima a Lodi poi a Cremona finché non l'ottennero a Parma.
Il 22 gennaio Ottone entrò a Milano preceduto da araldi recanti la croce e il bastone pastorale in mezzo ad una folla di gente che lo attese anche fuori dalle porte della città. Come da tradizione si recò prima nella basilica di Sant'Ambrogio dove prese simbolicamente possesso della dignità arcivescovile poi al Broletto Vecchio dove il Consiglio degli Ottocento lo riconobbe come signore di Milano. Nominò quindi Rizzardo da Langosco quale nuovo podestà e Simone da Locarno quale capitano del popolo, bandì la famiglia Della Torre dalla città, infine ordinò che il 21 gennaio, giorno di Sant'Agnese, fosse d'ora in avanti una festa solenne.

#### Riscossa dei Torriani
L'11 maggio 1278 i Torriani, dopo aver speso un anno per riunire le loro forze, riuscirono improvvisamente a catturare Lodi. Ottone rispose radunando un esercito composto da milanesi, pavesi, comaschi, novaresi e vercellesi al comando del podestà piacentino Alberto della Fontana. Il 16 maggio i milanesi uscirono con il Carroccio da Porta Romana, il giorno successivo si accamparono nei pressi di Chiaravalle e il 25 tutto l'esercito si raggruppò presso San Donato. Cassono della Torre disponeva di un esercito numericamente inferiore costituito da piacentini, parmigiani, reggiani, vicentini e cavalieri tedeschi. Con il passare dei giorni a causa delle discordie interne ai viscontei, molti uomini se ne tornarono a casa mentre l'esercito torriano si accresceva numericamente grazie ai trecento cavalieri ed altrettanti balestrieri a cavallo condotti da Raimondo della Torre, vescovo di Aquileia.
Lo scontro si svolse presso Lodi all'inizio di giugno e si risolse con una vittoria dei Torriani che costrinse i viscontei a trincerarsi a Milano. In seguito alla vittoria i Torriani catturarono Melegnano, San Giuliano e San Donato arrivando fino alle porte della città e devastandone le campagne. I milanesi cercarono di respingerli uscendo dalla città e dando battaglia presso San Donato ma furono nuovamente sconfitti. Presto i Torriani riuscirono a catturare tutti i ponti sull'Adda a Cassano, Vaprio e Trezzo sino ad Incino, nonché i borghi di Brignano, Treviglio e Caravaggio oltre il fiume.
Ottone chiese allora aiuto a Guglielmo VII del Monferrato che accettò e il 16 agosto fu eletto capitano e signore della città per cinque anni nella basilica di Sant'Ambrogio. Il 31 agosto il marchese insieme a Simone da Locarno e al podestà Raniero Zeno si accampò a Melegnano con un esercito di trecento uomini tra pavesi, vercellesi, tortonesi ed alessandrini a cui si aggiunsero le truppe milanesi. L'8 settembre catturò Salerano sul Lambro, quindi Bargano, Borghetto Lodigiano e San Colombano. Il 15 settembre tuttavia apprese la notizia dell'avvicinarsi dell'esercito dei Torriani e senza fare resistenza abbandonò quelle terre ritornandosene a Milano. Sapendo che i milanesi dovevano ormai ricorrere a prestiti per pagare gli uomini del suo esercito, Guglielmo del Monferrato ne approfittò per chiedere ulteriori concessioni che gli furono rifiutate pertanto abbandonò la sua carica. I milanesi decisero allora di far rimanere a secco Lodi deviando le acque dell'Adda nel Lambro.
Per tale impresa un esercito guidato dal podestà si diresse il 25 settembre verso Gorgonzola passando per Crescenzago, Pioltello e Melzo. Giuntovi si rese conto che i Torriani si erano accampati nelle vicinanze e non proseguì oltre restandovi per un mese. Quando il 25 ottobre Ottone venne in persona a Gorgonzola con dei rinforzi, i Torriani attaccarono di sorpresa il borgo incendiandolo, disperdendo l'esercito nemico e facendo molti prigionieri. Ottone fu costretto a nascondersi nel campanile della chiesa del paese per sfuggire alla cattura.
L'arcivescovo decise di chiedere nuovamente aiuto al marchese del Monferrato che questa volta pretese la signoria di Milano a vita ma alla fine si contentò di averla per dieci e di avere mano libera nelle operazioni militari, compresa la possibilità di sancire una pace quando lo ritenesse opportuno. Il 22 dicembre si avviarono trattative per una pace con Raimondo della Torre che però fallirono. Il 1 gennaio l'esercito, composto da 900 uomini portati dal marchese del Monferrato e dai milanesi guidati dal podestà Antonio da Lomello, si accampò a Monza. L'esercito visconteo aggirò i Torriani accampati a Vimercate e catturò Trezzo poi cadde in una trappola tesa dalle spie dei Torriani che gli fecero credere che il borgo di Vaprio fosse sguarnito. I Torriani in ogni caso ripresero le trattative per la pace e il 21 gennaio 1279 si ci accordò per una tregua poi firmata il 28 a Melegnano per cui l'Adda avrebbe diviso i territori delle due parti, i Torriani sarebbero rientrati in possesso delle loro proprietà e sarebbe stato cancellato il bando su di loro e che i prigionieri catturati da ciascuna delle due parti fossero liberati.

#### Battaglia di Vaprio
La tregua ebbe breve durata. Molte delle più insigni famiglie nobili milanesi si opponevano al rientro dei Torriani in città e i comaschi si rifiutavano di liberare i prigionieri che avevano catturato senza ottenere in cambio un riscatto. Quando i Torriani restituirono alcune fortezze come da accordi, il marchese del Monferrato si rifiutò di adempiere ai capitoli che aveva sottoscritto pertanto ripresero le ostilità. I Torriani sfruttarono il passaggio al loro servizio di Uberto da Ozzero per utilizzare quel castello come testa di ponte per la cattura di Albairate e di Magenta dove sconfissero un contingente di viscontei. Nel frattempo però Ottone riprese la stessa Ozzero e il marchese del Monferrato catturò Trezzo e poi tutta la Gera d'Adda.
Nel 1280 il marchese del Monferrato si era recato in Spagna dal suocero re Alfonso X di Castiglia per richiedere altre truppe all'interno di un vasto disegno che prevedeva addirittura di catturare l'Italia intera e porla infine sotto il dominio castigliano. I Torriani ne approfittarono per radunare un esercito di 2.000 fanti e 200 cavalieri a Lodi che risalì lungo l'Adda catturando Vaprio. I viscontei risposero facendo uscire da Milano un esercito di 30.000 fanti e 3.000 cavalieri composto da milanesi, novaresi e comaschi e guidato dal podestà Tommaso degli Avvocati e dal capitano del popolo Giovanni del Poggio. Lo scontro si ebbe nei pressi di Vaprio e i Torriani, malgrado il loro valore, furono sconfitti dalle forze soverchianti del nemico. Molti morirono sul campo e tanti altri affogarono nelle acque dell'Adda.
Cassono della Torre fu catturato e decapitato insieme a Scurtapelliccia della Porta, podestà di Lodi mentre Paganino da Ozzero, parente di Uberto, fu giustiziato davanti a Porta Orientale, gli altri 800 prigionieri furono condotti in città. All'inizio dell'estate del 1281 il marchese del Monferrato tornò dalla Spagna con cinquecento cavalieri e cento balestrieri spagnoli. Insieme ad un esercito di milanesi, novaresi, vercellesi, pavesi e comaschi tentò di nuovo di assediare Lodi tenendo impegnati al contempo i cremonesi con un secondo contingente. I lodigiani e i cremonesi ottennerò però l'aiuto di parmigiani, reggiani, modenesi e ferraresi che in ottobre costrinsero il marchese a ritirarsi.

### Signore di Milano
A fine 1281 i rapporti fra Ottone e il marchese di Monferrato si sarebbero deteriorati e l'arcivescovo avrebbe scacciato Guglielmo, divenuto alleato dei Della Torre da Milano. Nel frattempo proprio nel 1281 una nuova battaglia contro i Torriani a Vaprio d'Adda aveva dato la vittoria ai Visconti il giorno di san Dionigi, il quale diverrà con sant'Agnese protettore dei Visconti. L'armata avversaria era vinta e dispersa: Cassone della Torre fu ucciso in combattimento, Raimondo della Torre riparò in Friuli e la pace fu siglata a Lodi.

### Ultimi anni e morte
Gli ultimi anni di governo di Ottone, il quale mai assunse la carica di capitano del popolo o di signore di Milano, funzioni peraltro evidentemente incompatibili con il titolo di arcivescovo, furono più calmi. Il potere di fatto di Ottone – fondato sulla sua capacità di potere convocare rapidamente delle milizie cittadine - era tuttavia sia in politica estera che interna incontrastato a fronte dei capitani del popolo e dei podestà che cambiavano ogni 6 mesi. Ottone godeva anche del sostegno dell'imperatore – formalmente sovrano di Milano – che evitava sostenendo il Visconti di dovere delegare formalmente poteri a un'autorità locale.
Nel dicembre 1287, Ottone fece nominare il nipote Matteo capitano del popolo, funzione che gli sarà riattribuita due anni dopo. Nel 1291 il consiglio generale attribuirà a Matteo il titolo di signore di Milano. Stanco, Ottone si ritirò nell'Abbazia di Chiaravalle dove morì all'età di 88 anni l'8 agosto 1295.

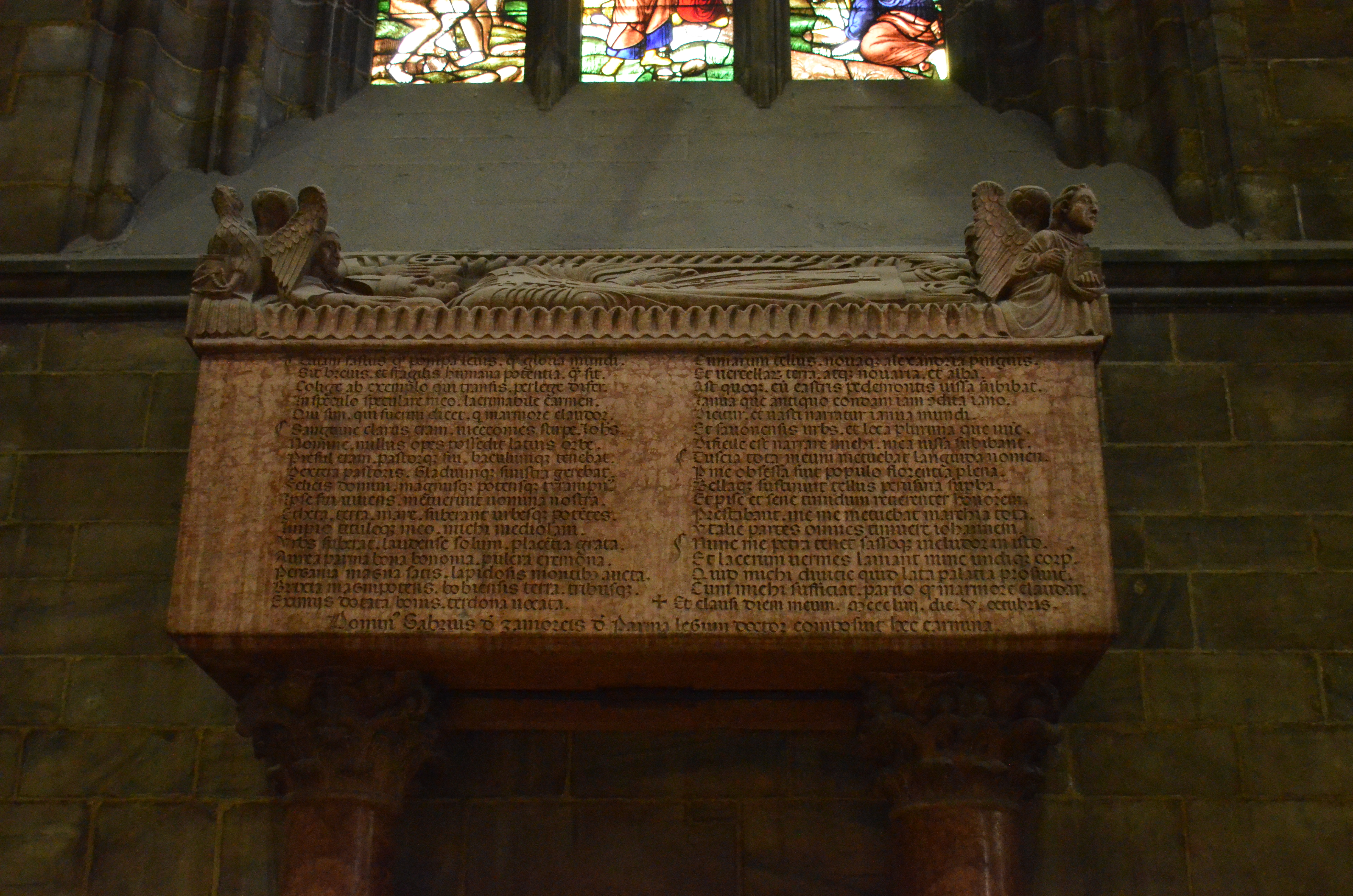
Duomo di Milano, Tomba di Ottone Visconti

## Genealogia episcopale
La genealogia episcopale è:
- Papa Urbano IV
- Arcivescovo Ottone Visconti